# Fien de la Mar
Josephina Johanna (Fien) de la Mar (Amsterdam, 2 februari 1898 – aldaar, 23 april 1965) was een Nederlands actrice en cabaretière. Ze werd voor de oorlog meestal aangeduid als Fientje de la Mar.

## Biografie
Josephine Johanna werd in het geboorteregister van Amsterdam ingeschreven als kind van het 17-jarige revuemeisje Clasina Margaretha Klopper en een onbekende vader. Bij het huwelijk van Sien, zoals zij werd genoemd, met Napoleon de la Mar, anderhalf jaar later, erkende deze Josephine als zijn kind en werd haar achternaam Klopper veranderd in De la Mar. Tot die tijd was ze onder de hoede geweest van grootvader Charles (Karel) de la Mar.
Josephine de la Mar dankte haar voornaam aan Josephine de Beauharnais, de eerste echtgenote van Napoleon Bonaparte. Grootvader Charles koesterde een grote bewondering voor de in 1821 overleden Franse keizer en noemde daarom zijn zoon Napoleon, roepnaam Nap.
De la Mar bezocht de meisjes-hbs, maar haakte drie maanden voor het eindexamen af om zich op het theater te storten. Ook haar grootvader en vader waren artiest. Vader Nap was haar leermeester en mede dankzij hem kreeg ze een rol bij de revue Had je me maar van Louis Davids.
Haar eerste toneelrollen speelde De la Mar bij het Rotterdamsch-Hofstad-Toneel. Het betrof Het graf van de onbekende soldaat, Het proces van Mary Dugan en Minna van Barnhelm.
Ze toonde zich een groot talent, maar haar karakter speelde haar weleens parten. Nap was erg trots op zijn dochter en verwende haar. Fien had een grillig karakter, ging zich vaak te buiten aan drank en had vele minnaars.
In de jaren dertig debuteerde Fien de la Mar op het witte doek. Haar eerste rol speelde ze in De Jantjes. De première was op 9 februari 1934. Medespelers waren Johan Kaart, Jan van Ees, Sylvain Poons, Aaf Bouber en zowel Henriëtte Davids als haar broer Louis Davids. De volgende film was Bleeke Bet van Richard Oswald, waarvan de première op 7 september 1934 plaatsvond. In deze film zingt zij het liedje Ik wil gelukkig zijn van de hand van Jacques van Tol en Hans May. De film was een succes en het liedje werd haar lijflied.
In 1935 volgden nog drie films: Op stap, De big van het regiment en Het leven is niet zoo kwaad. Vervolgens waren er Klokslag twaalf (1936), De spooktrein (1939) en ten slotte Ergens in Nederland. De laatste film ging op 12 april 1940 in première en werd enkele weken later, toen Nederland bij de Tweede Wereldoorlog betrokken was geraakt, verboden door de Duitse bezetter.
Kort daarna, op 28 november 1941, trouwde De la Mar met Piet Grossouw. Zij weigerde zich bij de Kultuurkamer aan te melden en haar carrière kwam dus enige tijd stil te liggen. Na de bevrijding beleefde De La Mar een comeback, onder meer bij het Cabaret Cor Ruys en het Cabaret Willy van Hemert.
Grossouw was architect en kocht in 1947 het gebouw van de vroegere Spieghelschool aan de Marnixstraat in Amsterdam. Tijdens de oorlog was het in gebruik geweest bij de Duitsers. Verzetsstrijders hadden er een bomaanslag op gepleegd, waardoor het gedeeltelijk uitgebrand was toen Grossouw het kocht. Hij liet het ombouwen tot een intiem theater, dat hij vernoemde naar zijn vrouw en haar vader: het De la Mar Theater. Zakelijk gezien was het theater niet zo'n succes. In 1952 werd het overgenomen door Wim Sonneveld, die het omdoopte tot Nieuwe de la Mar Theater.

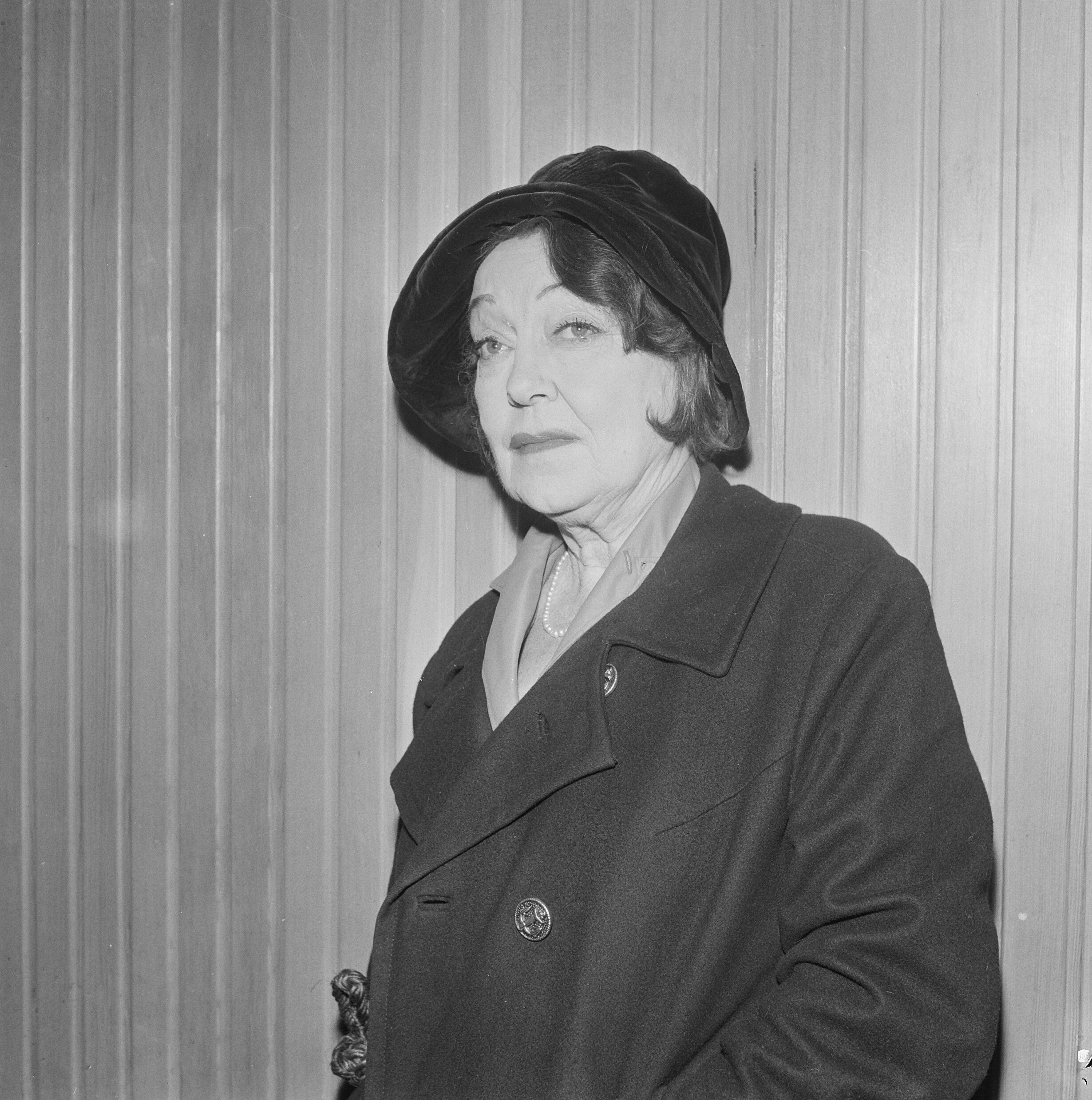
Fien de la Mar op latere leeftijd (foto 1964)

Op 9 april 1957 overleed Grossouw, haar grote liefde. Daarna ging het snel bergafwaarts met De la Mar. Ze raakte depressief. Op 30 december 1957 ondernam ze een zelfmoordpoging. Ze zette de gaskraan open en sneed haar polsen door. Deze poging mislukte en ze belandde in een psychiatrische instelling. Na de behandeling leefde ze even weer op, hoewel ze aan het voorval een verminkte hand overhield.
In augustus 1959 begon ze weer met optredens en in 1960 keerde zij terug naar het grote toneel. De la Mar vond echter, als oudere actrice, weinig aansluiting bij de jonge garde, die hun toneelspel op een andere wijze benaderden dan zij. Ze verloor haar engagement, vereenzaamde, raakte steeds vaker hysterisch. Toch kreeg ze telkens opnieuw een kans. In september 1964 was De la Mar te zien in een eenakter van de KRO-televisie uit de reeks Vrouwenlevens. Het werd een succes. In februari 1965 speelde ze in een ander deel van dezelfde reeks, getiteld Tijd voor aftellen de angstige moeder van een astronaut. De la Mar heeft de uitzending op 25 april 1965 niet meer meegemaakt. De zondag ervoor, Paaszondag 18 april, sprong ze uit het raam van haar woning op tweehoog in de Amsterdamse Beethovenstraat. Ze overleefde de val en werd overgebracht naar het Wilhelmina Gasthuis. Toen haar gevraagd werd naar het waarom, antwoordde ze: 'Om alles'.
De la Mar overleed vijf dagen later op 67-jarige leeftijd. Ze werd begraven op Zorgvlied, alwaar zij samen met haar man Pieter Grossouw begraven ligt. Zijn grafsteen is inmiddels weggehaald en er rest nu alleen maar de moderne versie van Fien de la Mars steen.